# 원피스 3D: 밀짚모자 체이스
원피스 3D: 밀짚모자 체이스는 11기 극장판으로 방영 시간이 30분 58초의 분량이며, 한 할아버지와 개의 이야기로 시작된다.

## 스토리
어느날 자고 일어난 루피는 밀짚모자가 사라진 것을 알게 되는데 우솝은 그 전날 밤에 모자의 도둑을 발견한다. 그리하여 그 밀짚모자 도둑을 잡기 위해 쫓기 시작하고.. 해군에게까지 간 모자!! 샹크스에게 받은 소중한 밀짚모자를 찾기 위해 모험이 시작된다!!

## 출연

### 주연
- 타나카 마유미
- 나카이 카즈야
- 오카무라 아케미

### 조연
- 야마구치 캇페이
- 히라타 히로아키

## 한국어 더빙 제작진
목소리 출연
- 강수진 - 루피 役
- 정미숙 - 나미 役
- 김승준 - 조로 役
- 김소형 - 우솝 役
- 박영남 - 쵸파 役
- 박성태 - 상디 役
- 이주창 - 프랑키 役
- 최승훈 - 브룩 / 버즈 役
- 소연 - 로빈 役
- 이장원 - 슈나이더 役
- 김환진 - 해군 사령관 役
- 홍시호 - 샹크스 役
- 김국진 - 변신 쵸파 役
- 강호철 - 해군 1 役
- 소정환 - 해군 2 役
- 선호제 - 해군 3 役

우리말 제작
- 기획 : 김대창
- 더빙번역 : 권이강
- 더빙연출 : 심정희
- Sound Master : 김세광 (CIC MEDIA)
- 영상마스터 DCP 제작 : 노성언(비주얼스튜디오 초콜릿)
- 제작 Supervisor : 조일오(CIC MEDIA)

## 개봉일
지진으로 인하여 개봉이 취소된 것으로 알려졌으나 2010년 3월 19일에 개봉하였고 2012년 8월 26일에 한국에 개봉하였다.

## 특징
극장판 "ONE PIECE"시리즈 사상 최초 전편 풀 CG 및 디지털 3D 영화로 제작되었다. 시리즈 첫 단편 작품이기도 해, 지금까지 공개된 극장판 안에 (동시 상영 작품을 제외하고) 상영 시간이 가장 짧다. "서바이벌의 바다 초신성 편"의 극장판으로 최종작이다.